# Z 4700
Les Z 4700 forment une petite série de deux automotrices électriques à deux caisses sur 3 bogies moteurs.
Commandées par le PO-Midi en 1936, elles ne sont livrées à la SNCF qu'en 1947. Elles sont brièvement immatriculées Z 23071 et 23072 avant d'être définitivement renumérotées en 1951. Circulant autour de Toulouse, elle terminent leur carrière commerciale en 1968, l'une d'elles restant utilisée pendant plusieurs années comme banc d'essai pour des appareillages électriques.

## Origine et caractéristiques techniques
Probablement inspirés par les travaux aboutissant à la mise en service, sur le réseau de l'État, des automotrices rapides dites « de ramassage » Z 3800, les ingénieurs du PO-Midi lancent en 1936 un concours pour la construction d'automotrices rapides, possédant de bonnes performances à l'accélération comme au freinage. Trois groupements de constructeurs sont chargés de construire chacun une ou deux automotrices répondant à ces critères. La création de la PO-Midi en 1936, elles ne sont livrées à la SNCF et la Seconde Guerre mondiale portent un coup à ce programme et, en définitive, seules les deux automotrices commandées à Alsthom-Somua sont construites.
Les Z 23071 et 23072 sont des automotrices articulées : elles se composent de deux caisses sur trois bogies, tous moteurs, le bogie médian supportant une extrémité de chacune des caisses. L'adhérence totale ainsi obtenue garantit de bonnes performances. Les automotrices, dont les caisses sont fabriquées dans les usines Somua de Vénissieux, mesurent 41,620 m. Elles comportent des compartiments de seconde et troisième classe — rapidement « reclassés » en première et seconde — chauffés par des radiateurs électriques, un fourgon à bagages et des toilettes. Des plateformes équipées de strapontins donnent accès aux compartiments. Ainsi agencées, les rames ont une capacité de 296 voyageurs dont 144 assis.
Le courant continu à la tension de 1,5 kV est capté à la caténaire par deux pantographes pentagonaux, remplacés ultérieurement par des modèles unijambistes. La motorisation fait appel à six moteurs Alsthom TA 614 identiques à ceux équipant les autorails bimodes XAT 1000 et 1001. Ils sont entièrement suspendus et, comme sur les 2D2 5300, ils transmettent le mouvement aux essieux par un arbre creux. Le système de freinage est directement hérité de celui, performant, des Z 3800. La puissance unihoraire de la rame atteint 1 116 kW. Lancée à 140 km/h, l'automotrice s'arrête au bout de 640 m. Les deux Z 23070 peuvent être couplées.

## Utilisation
À l’origine, il est prévu d'utiliser ces automotrices sur les grandes lignes électrifiées en service de « ramassage » pour lequel Les Z 3800 de la ligne Paris - Le Mans, qui circulent déjà, sont spécifiquement conçues ; leur caisse est également fabriquée par Somua et une partie de leurs équipements électriques est d'origine Alsthom.
Les Z 23071 et 23072 sont mises en service en 1947. Bien qu'il soit envisagé dans un premier temps qu'elles rejoignent les Z 3800 sur l'ouest de la France, elles circulent autour de Toulouse (le seul dépôt qu'elles connaissent pendant leur carrière commerciale), notamment sur des trains Toulouse - Latour-de-Carol et Toulouse - Cahors. En 1951, elles sont renumérotées Z 4701 et 4702. Apportant une grande amélioration en matière de confort par rapport aux rames de voitures à essieux qu'elles remplacent, elles sont appréciées par la clientèle.
Bien que performantes et fiables, elles sont cependant assez vite radiées après avoir parcouru un peu plus d'un million de kilomètres chacune car le coût de leur entretien s'avère élevé, s'agissant d'une aussi courte série. La Z 4701 cesse de circuler dès le 30 juin 1968 mais la Z 4702 est placée en utilisation spéciale. Mutée au dépôt de Brive, elle est utilisée pour tester des pantographes et une voiture pendulaire jusqu'à 200 km/h, puis des hacheurs de courant jusqu'en 1973 en compagnie de la Z 4203.

## Modélisme
Les Z 4700 ont été reproduites à l'échelle HO par l'artisan ApocopA sous forme de transkit (caisses en résine à monter sur des châssis de son choix).